# Solano, Mexiko
Solano är en ort i Mexiko.   Den ligger i kommunen Ciudad Fernández och delstaten San Luis Potosí, i den centrala delen av landet, 300 km norr om huvudstaden Mexico City. Solano ligger 1 026 meter över havet och antalet invånare är 410.
Terrängen runt Solano är kuperad åt nordväst, men åt sydost är den platt. Runt Solano är det ganska tätbefolkat, med 80 invånare per kvadratkilometer. Närmaste större samhälle är Ciudad Fernández, 12,1 km sydost om Solano. Omgivningarna runt Solano är en mosaik av jordbruksmark och naturlig växtlighet.